# الإسلام السياسي والمعركة القادمة (كتاب)
كتاب الإسلام السياسي والمعركة القادمة هو كتاب من تأليف الدكتور مصطفى محمود يتحدث فيه عن الإسلام السياسى وصناعة رأى عام إسلامى قوى ومؤثر وليس صناعة انقلابات.. وهدفه أن يصبح الرأى العام الإسلامى من القوة بحيث يصبح ملزما للحاكم وموجها له في جميع قراراته.
واليهود يفعلون هذا في أمريكا فهم لا يحاولون خلع أحد من الحكام وإنما يكتفون بتشكيل جماعات ضغط (لوبى) في الكونجرس وفي الصحافة وفي الإذاعة وفي التلفزيون ليكون لهم تأثير على الرأى العام وبالتالى على الحاكم أيا كان ذلك الحاكم..
ولا يوجد حاكم لا يحسب للرأى العام ألف حساب.
وكان خطأ الحركات الإسلامية في الماضى أنها حاولت ضرب الحاكم وقلب نظامه فدخلوا السجون بدلا من أن يدخلوا البرلمان وقد أخطأوا بذلك مرتين.. أخطأوا في حق الحاكم وأخطأوا في حق الإسلام فالإسلام سلاحه الإقناع وليس الأرهاب...أما الذي يقع في خانة الإرهاب فهو شئ آخر غير الإسلام.. شئ اسمه الجريمة.

## مقتطفات من الكتاب
- “إن احتلال العقل وافساد العقيدة مقدمة لاحتلال الأرض وفرض السيطرة.. أنها حلقات يأخذ بعضها برقاب بعض.”
- “إن أخلاقيات الإسلام وقيمه هي القضية..أن تكون لنا أخلاقيات هؤلاء المسلمين الأوائل وأن تكون لنا أرواحهم وقلوبهم.. ليست القضية ماذا نلبس على رؤوسنا، وماذا يكون طول الجلباب ولون العباءة، إنما القضية ماذا يكون في داخل رؤوسنا وماذا يشغل عقولنا وقلوبنا”
- “الإسلام السياسى دعوة وتوعية هدفها الوصول للرأي العام ومرادها توصيل المنهج الإسلامى في صفاته وبساطته وشموله إلي عامة المسلمين الذين يظنون أن الإسلام مجرد صلاة وصيام، فنقول لهم بل هو حياة ومعاملة وعلم وعمل ومكارم أخلاق ورحمة وعدالة ورفق بالضعفاء ومعونة للفقراء وشورى للحكام ومشاركة شعبية في القرار.”
- “إن خروج الإسلام من الحياة سوف يعقبه خروج الإسلام من المسجد ثم هزيمته الكاملة، فالإسلام منهج حياة، ولا يمكن ان يكون له نصف حياة أو أن يُسجن في صومعة”
- “مطاريد اليهود الهاربين من بلاد الجوع، يريدون أن يأكلو على موائدنا....”
- “الذين تحمسوا للقومية والعروبة نسوا أن الذي جعل للعروبة راية وصوتا ووحدة كان الإسلام وقبل الإسلام كان العرب قبائل يقتل بعضها بعضا لا نفير ولا راية بل أن اللغة العربيه ذاتها لم يكن لها ذيوع ولا انتشار قبل القرآن”
- “تفكر فالتفكير في الإسلام فريضة أكثر من سنة التفكير فرض ويصف القرآن خاصة المؤمنين بأنهم (يتفكرون في خلق السموات والأرض) وانهم يتدبرون القرآن وانهم ينظرون في كل شئ في اختلاف الليل والنهار وفي الإبل كيف خلقت وفي السماء كيف رفعت وفي الأرض كيف سطحت وفي الجبال كيف نصبت وهم ينظرون في أنفسهم كيف خلقوا ومم خلقوا”
- “الشعوب العربيه صديقه لبعضها البعض بالفطرة ولكن الحكومات بما تقول وتصنع هي التي تصنع العداوات وتؤجج الأحقاد وتحشد هذا على ذاك وتدفع بهذا على ذاك”
- “الإنسانية لا يمكن أن تكون ذات وجهين توزع الموت هنا وتوزع القبلات هناك بين شعوب كلها مظلومة وكلها مطحونة وكلها مضروبة!”
- “جامعة الدول العربية ومجلس التعاون الخليجي ومجلس التعاون العربي ومنظمة الوحدة الأفريقية ومنظمة المؤتمر الإسلامي وكلها كيانات هشة لا قوة لها ولا نفير وهي تجتمع وتنفض وتضع قراراتها على هدى من تعليمات من الصديق الكبير أمريكا”
- “كان خطأ الحركات الإسلامية في الماضي أنها حاولت ضرب الحاكم وقلب نظامه فدخلوا السجون بدلاً من أن يدخلوا البرلمان..وقد أخطأوا مرتين..أخطأوا في حق الحاكم وأخطأوا في حق الإسلام..فالإسلام سلاحه الإقناع وليس الإرهاب..أما الذي يقع في خانة الإرهاب هو شيء آخر اسمه الجريمة”
- “(وإنّك لعلى خلقٍ عظيم) لم يمتدح ربنا تعالى لباس محمد صلى الله عليه وسلم وإنما امتدح خلقه”
- “_ فشهوة الحكم إذا أصبحت حلم المناضل المسلم فانه غالبا ما يفقد اسلامه قبل أن يصل إلى الكرسي..”
- “.سيقولون: إن الإسلام ليس فيه نظرية للحكم وسوف نقول: وتلك فضيلة الإسلام وميزته، فلو نص القرآن على نظرية للحكم لسجنتنا هذه النظرية كما سجنت الشيوعيين ماركسيتهم فماتوا بموتها.. والأيدلوجيات التي حاولت المصادرة على تفكير الناس وفرضت عليهم نهجاً مسبقاً، ثبت فشلها”
- “إن الإسلام لايمكن أن يكون خصماً للديموقراطية.. فالانتخاب والبيعة والشورى والاستماع إلى رأي الآخر هو صميم الإسلام والتعددية في الرأي هي أساس في الإسلام بينما الانفراد بالرأي والديكتاتورية والقهر منبوذ من الإسلام جملة وتفصيلاً”
- “احفظنا يا رب من أنفسنا !”
- “و السياسة فنّ.. انها فن التأمل والتنبؤ وسبق الحوادث. والتخطيط للبلاء قبل نزوله.. أفضل من تسول الصداقات بعد فوات الأوان.”
- “_ أغاية الدين أن تحفّو شواربكم؟ يا أمة ضحكت من جهلها الأمم.”
- “_و لهذا كانت الاصولية هي الخطر الاعظم في عصرنا لأنها ضد الحوار وضد التفاهم ولأنها ترى نفسها دائما في موقف السيد، والطرف الآخر في موقف العبد، ويستحيل الحوار بين سيد وعبد.”
- “فما قطع النبي ولا قطع عمر بن الخطاب يدا في حرب ولا في مجاعة.. ثم من يقطع يد من؟! والكل متهم وكل واحد يضع يده في جيب الآخر !”
- “_ إنهم في نشوة يبنون الصرب الكبرى وإسرائيل الكبرى وقد أخذتهم السكرة بأنهم الأذكى والأرقى والأولى بالأرض وخيراتها وهم يتصايحون ويركبون أكتاف الناس. ولكنها ساعة ولم يتبق من الساعة إلا بضع ثوان في حسابنا نحن الدراويش أهل لا اله الا الله..انتباها يا سادة.. فقد أزفت الآزفة، أنتم نائمون !”

## وصلات خارجية
- فيديو حلقات الدكتور مصطفى محمود.
- مدونة الدكتور مصطفى محمود.
- "كان نائماً في سكينة تامة لم يستيقظ منها": ابنة مصطفى محمود لـ"العربية.نت": العالم الكبير رحل في هدوء، العربية نت، 31 أكتوبر 2009.
- صفحة مصطفى محمود على موقع أبجد
- صفحة اقتباسات مصطفى محمود على موقع أبجد
- صفحة باسم الدكتور رائعة على الفيس بوك
- الفيلم الوثائقي العالم والايمان على اليوتيوب
- محمود تحميل كتب الدكتور مصطفى محمود كاملة pdf